# Cerviá de Garrigues
Cerviá de Garrigues (en catalán y oficialmente desde 1981 Cervià de les Garrigues) es un municipio español de la provincia de Lérida, en la comunidad autónoma de Cataluña. Está situado en la parte central de la comarca de Las Garrigas.

## Demografía
Cerviá de Garrigas cuenta con una población de 641 habitantes (INE 2024).
| Gráfica de evolución demográfica de Cerviá de Garrigues entre 1842 y 2021 |
| |
| Población de derecho según los censos de población del INE Población de hecho según los censos de población del INEEn estos censos se denominaba Cerviá: 1842, 1857, 1860, 1877, 1887, 1897, 1900, 1910, 1920, 1930, 1940, 1950, 1960, 1970 y 1981 |

| 1900 | 1930 | 1950 | 1970 | 1981 | 1986 |
| ---- | ---- | ---- | ---- | ---- | ---- |
| 1763 | 1954 | 1422 | 1101 | 933  | 920  |

## Economía
Predomina la agricultura de secano con cultivo de cereales, olivos y almendros principalmente.

## Curiosidades
Participó en el programa televisivo de RTVE Grand Prix del Verano el año 1995.